# Paratropeza flavibasis
Paratropeza flavibasis är en tvåvingeart som beskrevs av Paramonov 1964. Paratropeza flavibasis ingår i släktet Paratropeza och familjen parasitflugor. Inga underarter finns listade i Catalogue of Life.